# Jacek Mojkowski

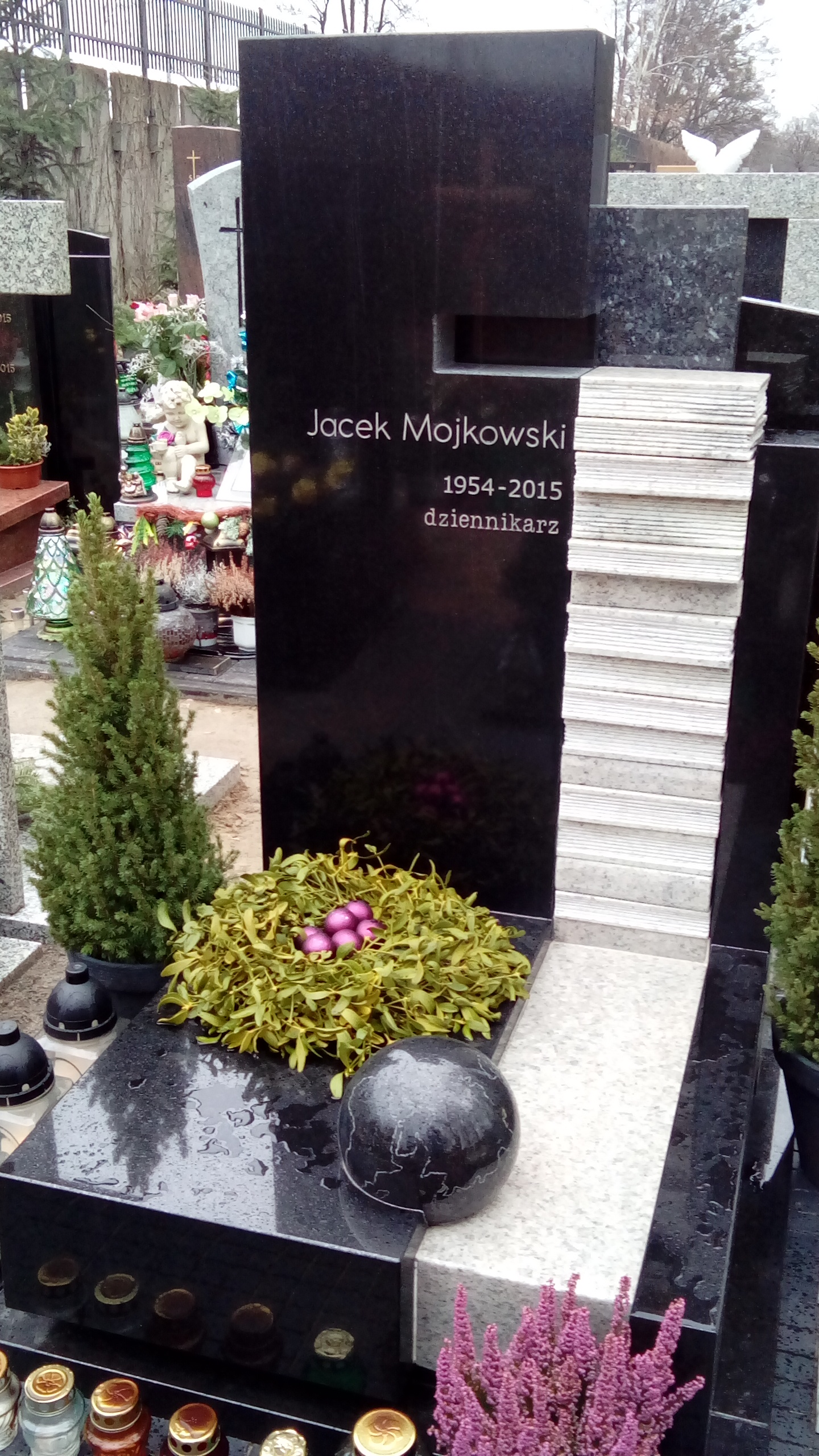
Grób Mojkowskiego (2015)

Jacek Mojkowski (ur. 12 kwietnia 1954 w Łodzi, zm. 4 lipca 2015 w Warszawie) – polski dziennikarz, w latach 2001–2015 redaktor naczelny tygodnika „Forum”.

## Życiorys
W 1977 ukończył studia z zakresu handlu zagranicznego w Szkole Głównej Planowania i Statystyki. W latach 1977–1986 pracował w dzienniku „Życie Warszawy”, kolejno jako dziennikarz działu miejskiego, reporter i publicysta ekonomiczny.
Od 1986 pracował w tygodniku „Polityka”, w którym pisał głównie o ekonomii, tworzył reportaże i był publicystą. Od 1999 piastował stanowisko wiceprezesa Spółdzielni Pracy "Polityka". Przez pewien czas kierował działem politycznym i ekonomicznym tego tygodnika, redagował raporty „Polityki” i dodatek poświęcony prywatyzacji.
W latach 1994–2000 kierował polską sekcją w miesięczniku „Business Week”. Współtworzył Na scenie i za kulisami w Telewizji Nasza (1996–1998) oraz program Raport w TVP2 (1998–2002).
Od października 2001 był redaktorem naczelnym tygodnika (potem dwutygodnika) „Forum”. Jako komentator pojawiał się w radiu Tok FM i TVN24.
Współredaktor książki XX wiek. Stu na koniec stulecia – rankingi czytelników Polityki.
Żonaty, miał dwie córki.
Zmarł 4 lipca 2015. Został pochowany na  Cmentarzu Wojskowym na Powązkach (kwatera D26, rząd 16, miejsce 2).